# Мурат Єткін
Мурат Єткін (нар. 1959 р. в Газіантепі) — турецький журналіст і головний редактор англомовної щоденної газети Hürriyet Daily News, що виходить у Стамбулі.

## Життя
Єткін розпочав свою кар'єру в 1981 році в журналі «Араіш», який видавав Бюлент Еджевіт, а згодом працював журналістом друкованих засобів масової інформації і телебачення; для турецьких ЗМІ (Sabah, Show TV та NTV), а також для міжнародних (BBC, Deutsche Welle та AFP). У 2001 році він став керівником столичного офісу щоденника "Радикал" в Анкарі. Навіть після того, як він перейшов на посаду головного редактора газети Hürriyet Daily News, яка також належить до медіагрупи Doğan, у 2011 році він залишався дописувачем радикалу до його закриття в березні 2016 року. 
Сьогодні його колонки з’являються англійською та турецькою мовою у щоденних новинах Hürriyet.  . Він вважається одним із найглибших експертів зовнішньої політики Туреччини і його часто цитують у міжнародних ЗМІ завдяки його коментарям та аналізам політичних і економічних подій  . 